# 涅赫沃羅希 (安德魯紹夫卡區)
49°57′48″N 28°57′22″E / 49.96333°N 28.95611°E
内赫沃羅希（烏克蘭語：Нехворощ），是烏克蘭北部的村莊，隸屬日托米爾州的別爾季切夫區。該村始建於1590年，面積43.85平方公里，海拔高度226米，2001年人口1,297，人口密度每平方公里29.58人。